# Arbeiterwohnhäuser im Tunzhofer Viertel in Stuttgart

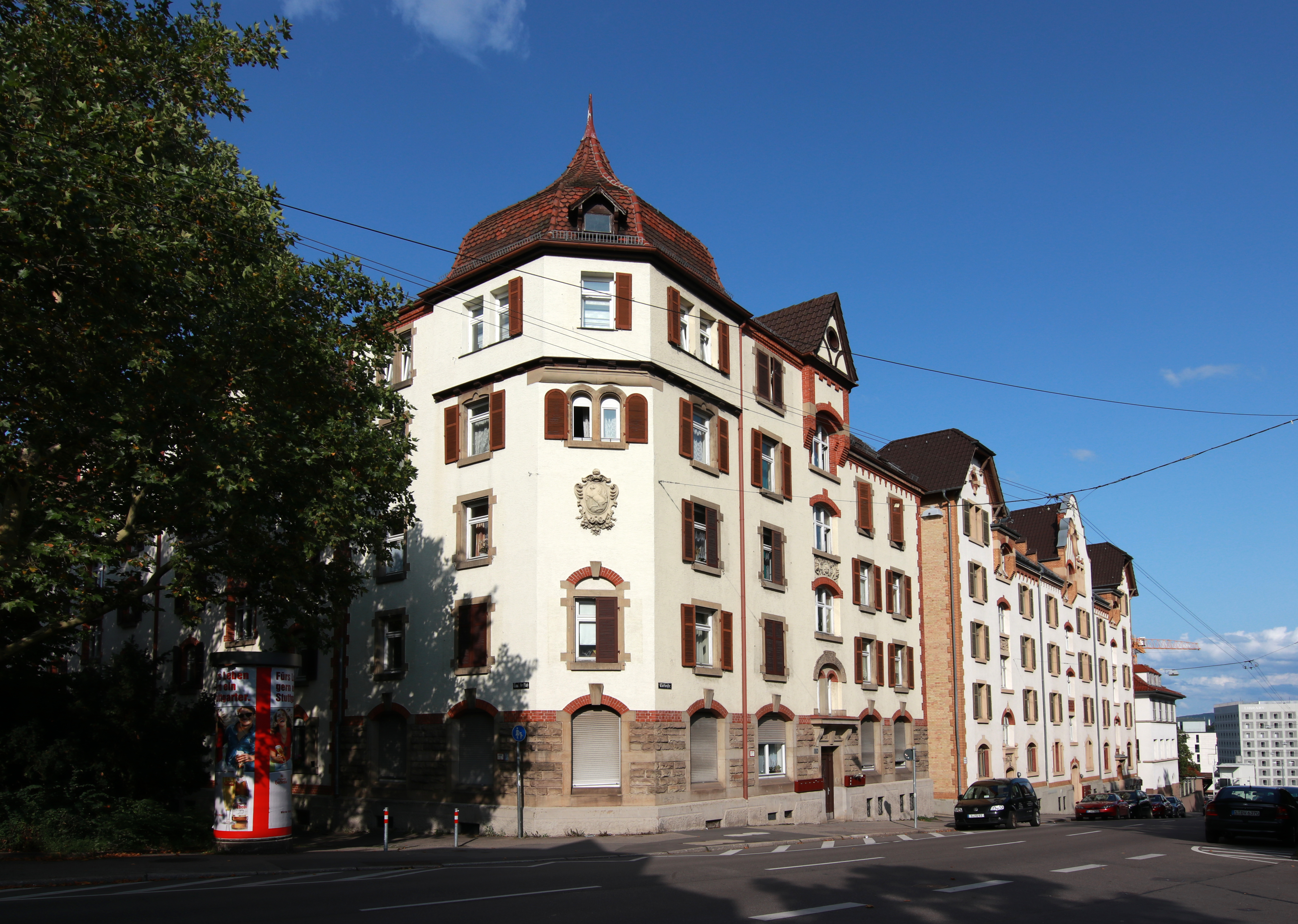
Arbeiterwohnhäuser im Tunzhofer Viertel an der Türlenstraße in Stuttgart, 2017

Die Arbeiterwohnhäuser im Tunzhofer Viertel in Stuttgart sind eine Siedlung im Stuttgarter Stadtbezirk Stuttgart-Nord, nicht weit entfernt vom Hauptbahnhof.
Die 13 vier- bis fünfstöckigen Gebäude der Siedlung gruppieren sich um einen trapezförmigen Innenhof. Sie wurden von 1900 bis 1903 nach den Plänen des Stuttgarter Architekten Albert Pantle im historistischen Stil erbaut und stehen durch die variantenreiche Gliederung der Fassaden der Auffassung des Jugendstils nahe.

## Lage

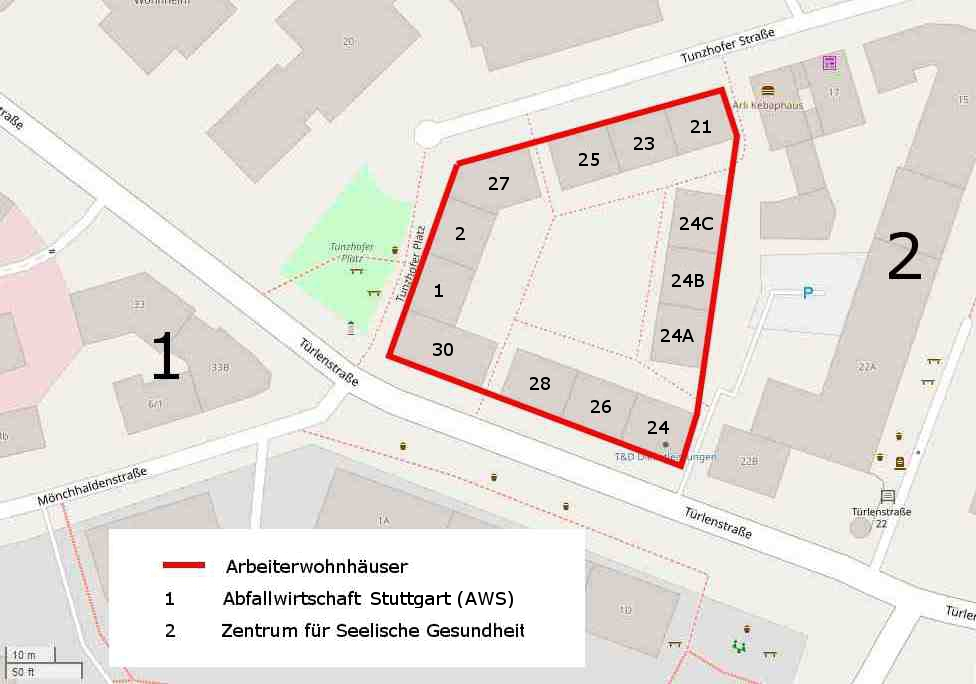
Lageplan der Arbeiterwohnhäuser im Tunzhofer Viertel in Stuttgart

Die Arbeiterwohnhäuser des Tunzhofer Viertels liegen am Rand eines trapezförmigen, 37 Ar großen Areals. Die Siedlung wird im Westen von dem Tunzhofer Platz, im Süden von der Türlenstraße und im Norden von der Tunzhofer Straße begrenzt, einer Sackstraße, die mit einer Wendeplatte am Tunzhofer Platz endet. Im Osten stößt das Grundstück an das Zentrum für Seelische Gesundheit des Klinikums Stuttgart.
Den meisten Stuttgartern bleibt das abseits vom Zentrum gelegene Kleinod der ehemaligen Arbeitersiedlung verborgen. Bis zur Aufgabe des Bürgerhospitals 2015 gelangten die Besucher durch die Tunzhofer Straße vorbei an den Fassaden der Arbeiterwohnhäuser zum Tor des Hospitals. Wenn die Autofahrer die Robert-Mayer-Straße und Türlenstraße als Ausweichroute zwischen Killesberg oder Pragsattel und der Innenstadt wählen, passieren sie die Fassaden der Arbeiterwohnhäuser an der Türlenstraße.

## Beschreibung

### Siedlung
Die Siedlung setzt sich aus vier Gebäudetrakten zusammen, die einen trapezförmigen Innenhof mit Grün- und Baumbewuchs und einem Spielplatz umschließen. Drei Vorderhaustrakte grenzen an die anliegenden Straßen, und ein Hinterhaustrakt schließt den Hof nach Osten hin ab. Drei Trakte sind als geradlinige Riegel angeordnet, haben eine Länge zwischen 28 und 33 Metern und bestehen aus je drei Doppelhäusern. Der abgewinkelte Trakt am Tunzhofer Platz hat eine Länge von 74 Metern und besteht aus vier Doppelhäusern, deren Eckbauten in die Türlenstraße und die Tunzhofer Straße hineinragen. Die platzsparende geschlossene Bauweise der Trakte wurde entgegen den geltenden Vorschriften genehmigt, da die Einzelgebäude durch Brandmauern voneinander getrennt wurden.

### Gebäude
Die Häuser sind 4 bis 5 Stockwerke hoch, hinzu kommt ein Untergeschoss mit Räumen für kleine Läden und Werkstätten, das auf Grund des Grundstücksgefälles nur teilweise über die Straßenebene hinausragt. Die Doppelhaushälften bestehen aus drei, an den Eckbauten aus vier Achsen. Hinter der mittleren Achse verbirgt sich das Treppenhaus. Eine der Achsen überragt die anderen um ein Stockwerk, das mit einem geschweiften Giebel, einem Fachwerkaufbau, einem Sattel- oder Krüppelwalmdach oder an den Ecken mit einem Kuppeldach abschließt. Die Hauptdächer sind mit Falzziegeln, die Kuppeldächer mit Biberschwänzen eingedeckt. Zwischen den Doppelhaushälften ragen die Brandmauern stufenförmig heraus.
| - Arbeiterwohnhäuser, Tunzhofer Platz 1–2 und Tunzhofer Straße 27–21, 2017 | - Arbeiterwohnhäuser, Hintergebäude, Türlenstraße 24A–24C, 2017 | - Arbeiterwohnhäuser, vorn: Tunzhofer Platz, links: Tunzhofer Straße, 1901 |

### Fassaden
Die Sockel der Häuser bestehen aus Beton mit Rauputz, die Wandflächen der Fassaden sind an den Vorderfronten weiß verputzt und an den Neben- und Rückseiten mit Blendziegeln verkleidet. Die Fenster- und Türeinfassungen werden von Zementkunststein oder rotem Sand- oder Backstein gebildet. Die Eck- und Zwischenlisenen bestehen ebenfalls aus rotem Backstein. Die Vielfalt in der Gestaltung der Fenster erhöht den Abwechslungsreichtum der Fassaden:
- Im Erdgeschoss sind die Fenster mit eisernen, zusammenlegbaren Klappläden, in den übrigen Stockwerken mit Holzklappläden ausgestattet.
- Die Fenster schließen mit einem waagerechten Sturz oder mit roten Segmentbogen ab.
- Teilweise sind die Fenster zu zweit oder dritt waagerecht oder senkrecht gekuppelt.
- Die in der Höhe versetzten Fenster der Treppenhäuser durchbrechen die Monotonie der waagerechten Fensterbänder.

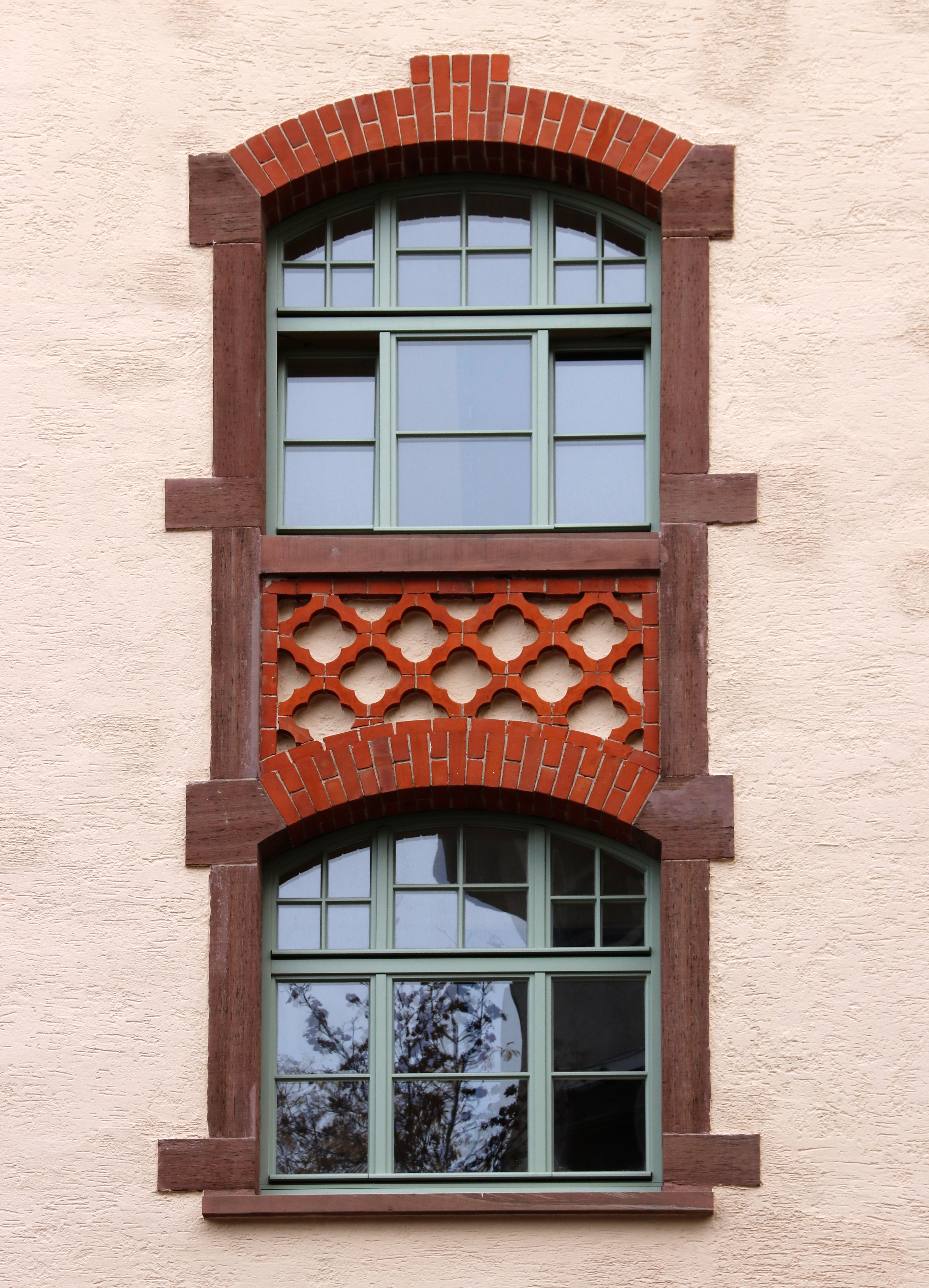
Fassadendetail Tunzhofer Straße 21, 2020
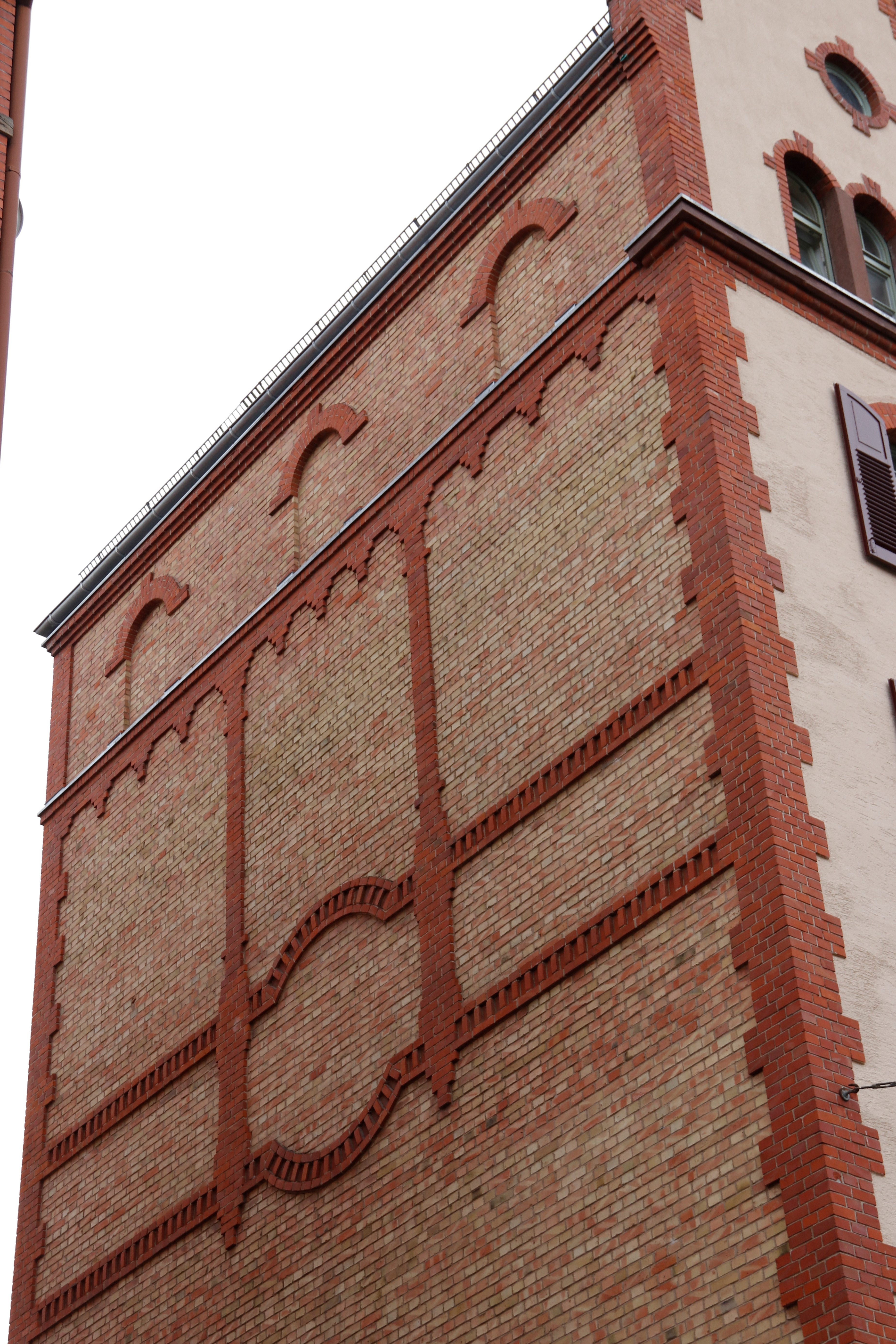
Seitenwand von Tunzhofer Straße 21, 2020
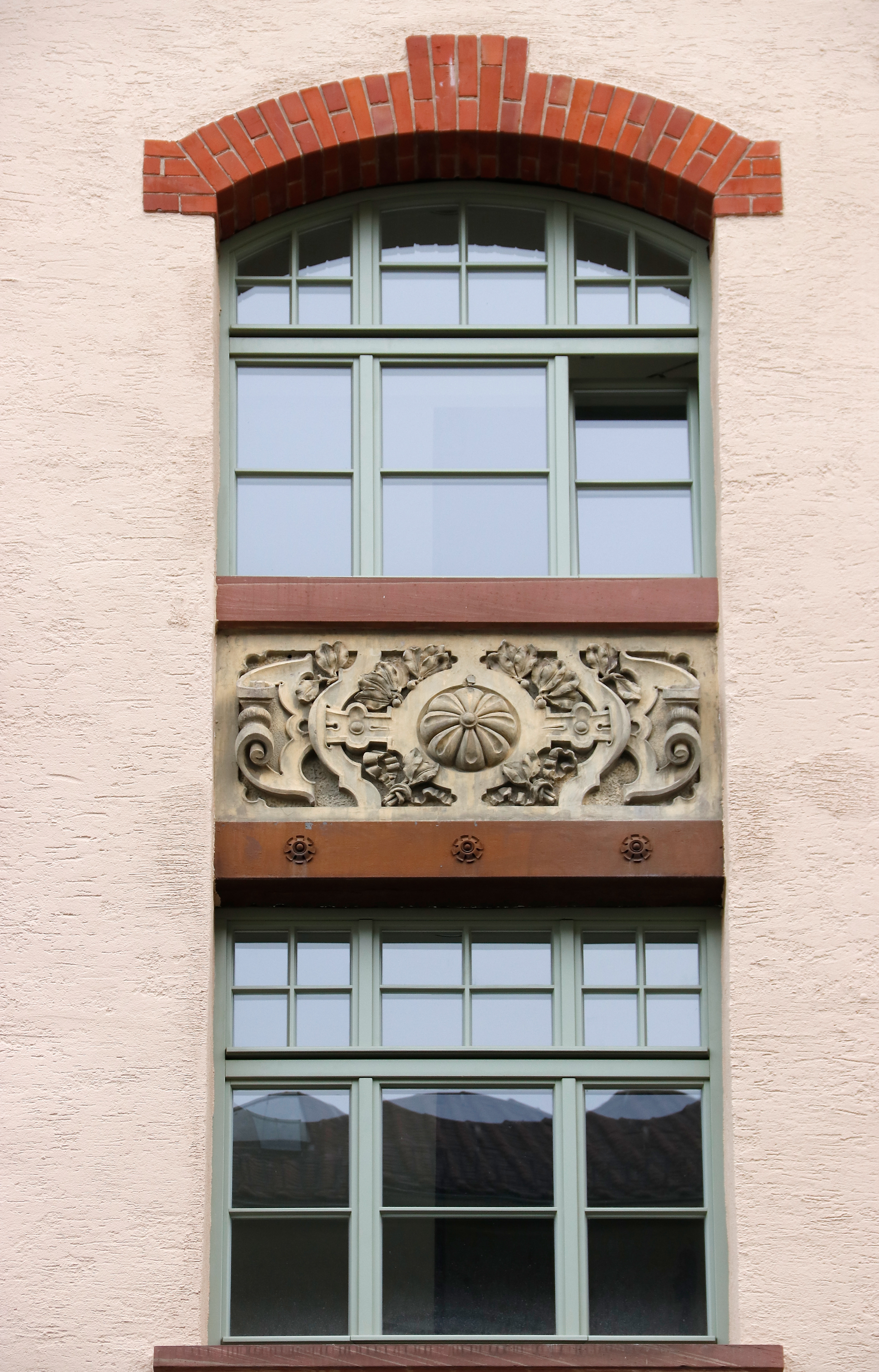
Fassadendetail Tunzhofer Straße 23, 2020

### Wohnungen
Die zehn Vorderhäuser und drei Hinterhäuser boten Platz für eine Kinderkrippe und 104 in sich abgeschlossene Wohnungen mit 1 bis 3 Zimmern. Je nach Anzahl der Zimmer hatten die Wohnungen eine Grundfläche von 20 bis 58 Quadratmetern. Hinzu kam eine Küche von etwa 15 Quadratmetern. Die Mieten lagen 1904 je nach Größe der Wohnung zwischen 150 und 384 Mark, das entspricht etwa 80 bis 200 Euro. Zu jeder Wohnung gehörte ein Vorplatz, ein Abort mit Ventilation und eine Küche mit Veranda, Gasautomat, Gasherd, Kochherd und Speiseschrank, außerdem ein Keller, ein Holzstall und eine Lattenkammer im Dachraum. Gemeinsame Einrichtungen waren Trockenböden, einige Waschküchen und ein Waschtrockenplatz.

## Umgebung
Schräg gegenüber dem Tunzhofer Platz befindet sich das Gelände der ehemaligen Latrinenanstalt Stuttgart, für deren Mitarbeiter die Arbeiterwohnhäuser erbaut wurden. Heute wird das Gelände von dem stadteigenen Betrieb Abfallwirtschaft Stuttgart (AWS) als Betriebshof genutzt und soll nach Aufgabe des Betriebshofs mit Wohngebäuden bebaut werden (Stand: 2018). Die nördliche Nachbarschaft bilden eine städtische Kita, die die Tradition der Kinderkrippe der Arbeiterwohnhäuser fortsetzt, und das ehemalige Bürgerhospital mit seinem Patientengarten, der in einen Bürgerpark umgewandelt werden soll.
Die Umgebung im Osten und Süden wird von modernen Großbauten beherrscht. Eine Ausnahme bildet im Süden an der Birkenwaldstraße der 1908 errichtete, eindrucksvolle Kalktuffbau der Erlöserkirche. Im Süden erhebt sich auch der Hochhauskomplex des GENO-Hauses. Es grenzt an das Postdörfle, die erste Stuttgarter Arbeitersiedlung, die 1871 fertiggestellt wurde und nur noch an den Fassaden des Hotels Arcotel Camino den ursprünglichen Renaissance-Stil der Siedlung bewahrt hat. Östliche Anrainer sind Look 21, ein Büro- und Wohnkomplex von Südwestmetall, jenseits der Heilbronner Straße das Einkaufszentrum Milaneo und das Hochhaus Cloud No. 7 mit Hotel und Luxuswohnungen, und weiter südlich der würfelförmige Bau der Stadtbibliothek und das LBBW-Hochhaus.

## Geschichte
Das Areal der Arbeiterwohnhäuser liegt auf dem Gebiet des erstmals 1220 urkundlich erwähnten alemannischen Weingärtnerdorfs Tunzhofen. Seit 1393 wurde das Dorf nicht mehr als Wohnort erwähnt. Man nimmt an, dass Tunzhofen bei der Belagerung der Stadt Stuttgart niedergebrannt wurde und dass die Bewohner sich hinter die sicheren Mauern Stuttgarts zurückzogen.
Im 19. Jahrhundert wurde das Gelände, das der Stadt Stuttgart gehörte, als genehmigtes Bauland ausgewiesen. 1904 schrieb der Architekt Albert Pantle in seinem Baubericht über die Arbeiterwohnhäuser:
„Infolge der ungünstigen Wohnungsverhältnisse, die noch vor einigen Jahren für die Lohnarbeiter in Stuttgart, besonders aber bei den Fuhrknechten der städtischen Latrinenanstalt herrschten, welch letztere durch ihren Stalldienst sich genötigt sahen, Wohnungen in tunlichster Nähe des Latrinenhofs zu verschaffen, entschloß sich die Stadt Stuttgart, einen Versuch mit der Erstellung städtischer Arbeiterwohnhäuser zu machen.“
Das Hochbauamt der Stadt Stuttgart wurde beauftragt, auf dem städtischen Gelände zwischen Türlenstraße und Tunzhofer Straße eine Arbeitersiedlung zu errichten. Der Bauinspektor Albert Pantle entwarf die Pläne für den Gebäudekomplex. Die Oberleitung lag in den Händen von Stadtbaurat Emil Mayer, die Bauleitung wurde Albert Pantle übertragen. Der Bau begann im September 1900, beziehbar wurde der Hinterhaustrakt im Juli 1901 und die Gebäude an der Tunzhofer Straße und am Tunzhofer Platz im Oktober 1901. Die Gebäude an der Türlenstraße wurden später begonnen und konnten im Juli 1903 bezogen werden. Um das Jahr 2000 wurden die Arbeiterwohnhäuser aufwändig saniert.

## Sonstiges
- Der schwäbische Schriftsteller und ehemalige Stuttgarter Verkehrsdirektor Peer-Uli Faerber setzte dem Tunzhofer Viertel ein Denkmal in seinem Roman „Der Stadtinspektor“, in dem er den Aufstieg eines Jungen aus ärmlichen Verhältnissen zum Stadtinspektor darstellt.[10]